# Vampire Weekend
Vampire Weekend ist eine US-amerikanische Rockband, die 2006 in New York City gegründet wurde und bislang zwei Grammy Awards gewonnen hat.

## Geschichte
Als Studenten der New Yorker Columbia University traten Ezra Koenig und Chris Tomson zunächst als Comedy-Rap-Duo unter dem Namen L’Homme Run auf, bevor sie am 6. Februar 2006 mit ihren Kommilitonen Rostam Batmanglij und Chris Baio die aktuelle Formation der Band bildeten und sich nach dem Titel eines Films benannten, den Koenig mit Freunden aufnahm.
Über die Blogosphäre gelangte Vampire Weekend bald zu größerer Bekanntheit und machte durch eine Konzertkritik in der New York Times auf sich aufmerksam. 2007 nahm die Band ihr selbstbetiteltes Debütalbum auf und landete mit Cape Cod Kwassa Kwassa einen ersten Single-Erfolg, der vom Rolling Stone auf Platz 67 der 100 besten Songs 2007 gewählt wurde. Das Album war im Frühjahr 2008 mehrere Wochen lang in den amerikanischen Albumcharts vertreten und wurde von der Musikpresse größtenteils enthusiastisch aufgenommen. Als Favorit für die beste Newcomer-Band 2008 hatte Vampire Weekend erste Fernsehauftritte in der Late Show with David Letterman am 1. Februar 2008 und der BBC-Sendung Later with Jools Holland am 29. Februar 2008.
Am 8. Januar 2010 erschien das zweite Album der Band, Contra. Bereits Mitte Oktober war es Fans möglich, den Song Horchata, Titel Nr. 1 auf Contra, auf der Musikcommunity MySpace anzuhören und herunterzuladen. Am 17. November wurde Cousins, später Giving up the Gun als Single veröffentlicht; zu diesen Songs wurden Videos produziert.
Am 11. August 2024 trat der Leadsänger der Band Ezra Koenig mit Phoenix bei der Schlussfeier der Olympischen Sommerspiele in Paris auf.

### SeitContra
Am 22. Juli 2011 unterhielten Ezra Koenig und die übrigen Mitglieder der Band eine Ustream-Session mit ihren Fans. Die Band gab unter anderem darin bekannt, dass nach dem Music to Know Festival im August keine weiteren Auftritte geplant seien. Die Band sagte auch, nach dieser Session wolle sie sich mehr auf ein neues Album konzentrieren. In Bezug auf die zwei letzten Single-Veröffentlichungen bestätigte Rostam, dass Vampire Weekend die Arbeit an neuen Songs für einen Nachfolger zu Contra begonnen habe.

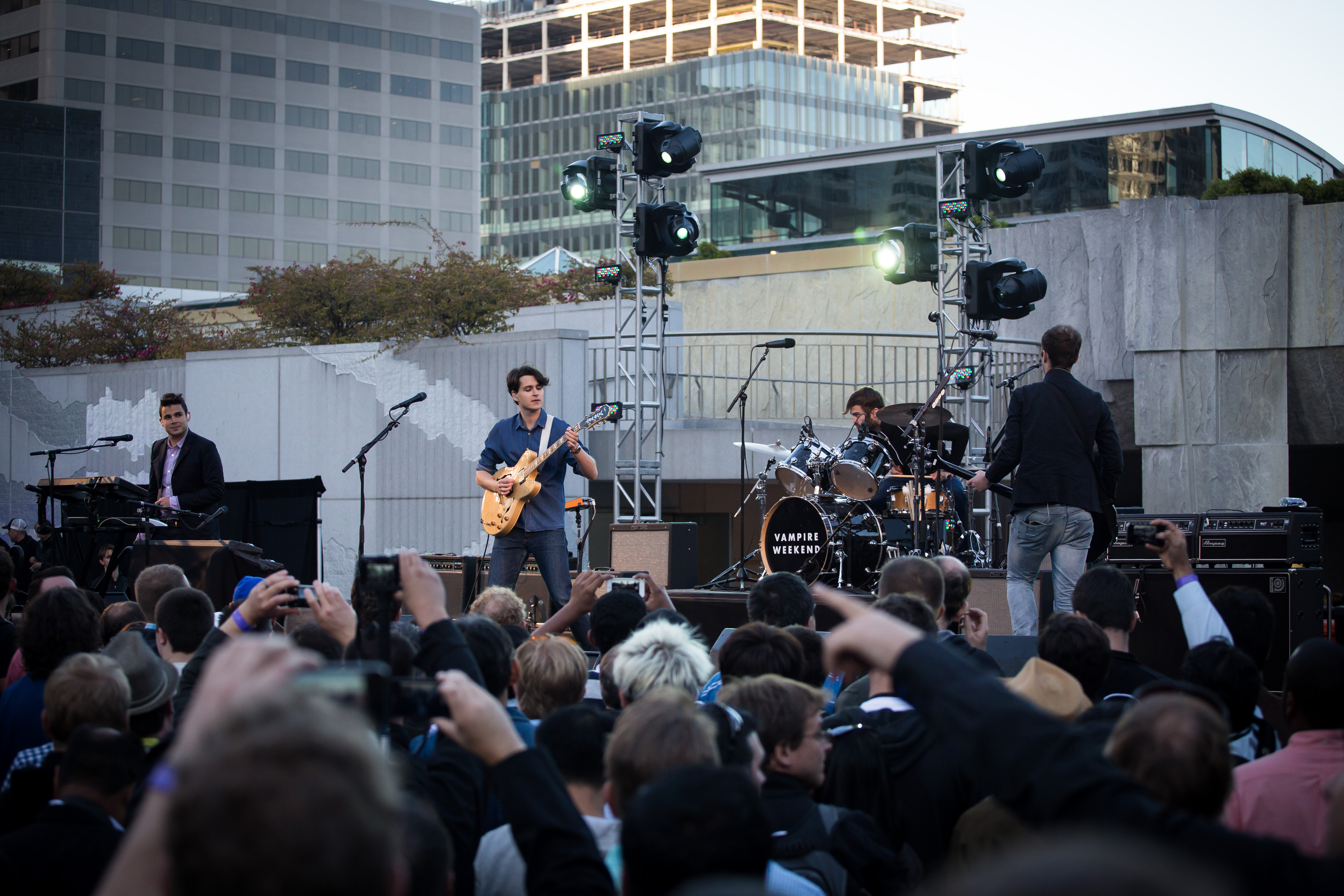
Vampire Weekend (2013)

Während ihrer Pause beteiligten sich die einzelnen Mitglieder an verschiedenen Einzelprojekten. Bassist Chris Baio trat bei DJ-Sets auf, beteiligte sich zunächst an Somebody Up There Likes Me, einem Film von Bob Byingtom. Rostam Batmanglij war mit Aufnahmen von Solo-Material beschäftigt und produzierte Nummern für Das Racist. Ezra Koenig arbeitete mit Major Lazer zusammen.
Am 11. November 2011 wurde bestätigt, Vampire Weekend sei wieder in den Excello Studios in Brooklyn, um neue Songs für ihr drittes Album zu schreiben und aufzunehmen. Das Album trug vorläufig den Namen LP3.
Am 26. April 2012 berichtete der Rolling Stone, das neue Album könnte bereits Ende des Jahres auf den Markt kommen. „Wir werden tonnenweise überfüllt mit Material. Es wäre schön, könnte man unser neues Album noch dieses Jahr herausbringen. Für uns gab es bisher allerdings noch keine Möglichkeit, um etwas Neues zu veröffentlichen. Möglicherweise würde es uns helfen, könnten wir dafür noch etwas mehr Zeit in Anspruch nehmen“, so Koenig in seiner Stellungnahme.
Am 12. Juli 2012 präsentierte die Band einen neuen Song, der vorübergehend den Titel New Song No. 2 tragen sollte. Während eines Auftrittes beim Pitchfork Music Festival in Chicago sprach Sänger Koenig über gut vorangehende Arbeiten am neuen Album und sagte, dass es schon bald erscheinen würde. Am 31. Oktober 2012 wurde The New Song No. 2 offiziell unter dem Titel Unbelievers vorgestellt.
In einem Interview für die Februar-Ausgabe des Magazins Q 2013 bezeichnete Koenig das neue Album als „düsterer und lebhafter“ und „sehr stark einem letzten Teil einer Trilogie ähnlich“. Das neue Werk wurde im New Yorker Studio von Ariel Rechtshaid aufgenommen, welcher das Album auch co-produziert hat. Das Album Modern Vampires of the City wurde im Mai 2013 veröffentlicht.
Es konnte sich wie schon sein Vorgänger an der Spitze der US-amerikanischen Charts positionieren und wurde im Dezember vom Rolling Stone sowie weiteren Publikationen zum besten Album des Jahres gekürt. Bei den Grammy Awards 2014 erhielt es die Auszeichnung als Bestes Alternative-Album.
2016 verließ Keyboarder, Gitarrist und Songwriter Rostam Batmangli die Band, blieb ihr jedoch weiterhin als Produzent erhalten. Im selben Jahr wechselte Vampire Weekend von XL Recordings zu dem Majorlabel Columbia Records.
Das vierte Album Father of the Bride erschien am 3. Mai 2019. Bei den Grammy Awards 2020 gewann es erneut als Bestes Alternative-Album und war zusätzlich als Album des Jahres und für den Besten Rocksong nominiert.
Am 5. April 2024 erschien das fünfte Studioalbum Only God Was Above Us.

## Stil
Vampire Weekend bezeichnet ihren Stilmix aus Pop, Indie-Rock, Afrobeat, New Wave, Punk, Reggae und Weltmusik als „Oxford Comma Riddim“ und „Upper West Side Soweto“. Auf dem zweiten Album Contra sind viele elektronische Klänge zu hören. Einige Songs der Band sind von Kammermusik beeinflusst.

## Diskografie

### Studioalben
| Jahr | Titel                       | Höchstplatzierung, Gesamtwochen, AuszeichnungChartplatzierungen (Jahr, Titel, Platzierungen, Wochen, Auszeichnungen, Anmerkungen) | Höchstplatzierung, Gesamtwochen, AuszeichnungChartplatzierungen (Jahr, Titel, Platzierungen, Wochen, Auszeichnungen, Anmerkungen) | Höchstplatzierung, Gesamtwochen, AuszeichnungChartplatzierungen (Jahr, Titel, Platzierungen, Wochen, Auszeichnungen, Anmerkungen) | Höchstplatzierung, Gesamtwochen, AuszeichnungChartplatzierungen (Jahr, Titel, Platzierungen, Wochen, Auszeichnungen, Anmerkungen) | Höchstplatzierung, Gesamtwochen, AuszeichnungChartplatzierungen (Jahr, Titel, Platzierungen, Wochen, Auszeichnungen, Anmerkungen) | Anmerkungen                                                                  |
| Jahr | Titel                       | DE | AT | CH | UK | US | Anmerkungen                                                                  |
| ---- | --------------------------- | --- | --- | --- | --- | --- | ---------------------------------------------------------------------------- |
| 2008 | Vampire Weekend             | DE85 (1 Wo.)DE | — | — | UK15 Platin · (55 Wo.)UK | US17 Platin · (50 Wo.)US | Erstveröffentlichung: 29. Januar 2008 Verkäufe: + 1.385.000                  |
| 2010 | Contra                      | DE15 (5 Wo.)DE | AT19 (3 Wo.)AT | CH26 (4 Wo.)CH | UK3 Gold · (39 Wo.)UK | US1 Gold · (41 Wo.)US | Erstveröffentlichung: 11. Januar 2010 Verkäufe: + 825.000                    |
| 2013 | Modern Vampires of the City | DE21 (3 Wo.)DE | AT24 (4 Wo.)AT | CH18 (3 Wo.)CH | UK3 Gold · (23 Wo.)UK | US1 Gold · (56 Wo.)US | Erstveröffentlichung: 14. Mai 2013 Verkäufe: + 655.000; Grammy (Alternative) |
| 2019 | Father of the Bride         | DE21 (3 Wo.)DE | AT13 (4 Wo.)AT | CH15 (4 Wo.)CH | UK2 Silber · (7 Wo.)UK | US1 Gold · (8 Wo.)US | Erstveröffentlichung: 3. Mai 2019 Verkäufe: + 700.000; Grammy (Alternative)  |
| 2024 | Only God Was Above Us       | DE25 (1 Wo.)DE | AT18 (2 Wo.)AT | CH9 (2 Wo.)CH | UK11 (1 Wo.)UK | US27 (… Wo.)US | Erstveröffentlichung: 5. April 2024                                          |

### EPs
| Jahr | Titel          | Höchstplatzierung, Gesamtwochen, AuszeichnungChartsChartplatzierungen (Jahr, Titel, Platzierungen, Wochen, Auszeichnungen, Anmerkungen) | Anmerkungen                             |
| Jahr | Titel          | US | Anmerkungen                             |
| ---- | -------------- | --- | --------------------------------------- |
| 2010 | iTunes Session | US171 (1 Wo.)US | Erstveröffentlichung: 21. Dezember 2010 |

Weitere EPs
- 2007: Vampire Weekend
- 2020: Live in Florida
- 2021: 40:42

### Singles
| Jahr | Titel Album                             | Höchstplatzierung, Gesamtwochen, AuszeichnungChartplatzierungen (Jahr, Titel, Album, Platzierungen, Wochen, Auszeichnungen, Anmerkungen) | Höchstplatzierung, Gesamtwochen, AuszeichnungChartplatzierungen (Jahr, Titel, Album, Platzierungen, Wochen, Auszeichnungen, Anmerkungen) | Anmerkungen                                                  |
| Jahr | Titel Album                             | UK | US | Anmerkungen                                                  |
| ---- | --------------------------------------- | --- | --- | ------------------------------------------------------------ |
| 2008 | A-Punk Vampire Weekend                  | UK55 ×2Doppelplatin · (21 Wo.)UK | US— PlatinUS | Erstveröffentlichung: 28. Februar 2008 Verkäufe: + 2.390.000 |
| 2008 | Oxford Comma Vampire Weekend            | UK38 Silber · (11 Wo.)UK | — | Erstveröffentlichung: 26. Mai 2008 Verkäufe: + 240.000       |
| 2009 | Cousins Contra                          | UK39 (3 Wo.)UK | — | Erstveröffentlichung: 17. November 2009                      |
| 2010 | White Sky Contra                        | UK78 (1 Wo.)UK | — | Erstveröffentlichung: 6. August 2010                         |
| 2013 | Diane Young Modern Vampires of the City | UK50 (5 Wo.)UK | US— GoldUS | Erstveröffentlichung: 20. April 2013 Verkäufe: + 540.000     |
| 2019 | This Life Father of the Bride           | UK89 Silber · (1 Wo.)UK | US— GoldUS | Erstveröffentlichung: 4. April 2019 Verkäufe: + 700.000      |

Weitere Singles
- 2007: Mansard Roof
- 2008: Cape Cod Kwassa Kwassa (US: Gold)
- 2008: The Kids Don’t Stand a Chance
- 2009: Horchata
- 2010: Giving up the Gun
- 2010: Holiday
- 2010: Run
- 2013: Step
- 2013: Ya Hey
- 2019: Harmony Hall / 2021 (US: Gold)
- 2019: Sunflower / Big Blue
- 2019: This Life / Unbearably White
- 2024: Capricorn
- 2024: Mary Boone

### Weitere Beiträge
- Exit Music (For a Film) (Radiohead-Cover) auf der Compilation OK X: A Tribute to OK Computer (10. Juli 2007)[9]

## Auszeichnungen für Musikverkäufe
| Goldene Schallplatte - Australien - 2009: für das Album Vampire Weekend - 2010: für das Album Contra - Kanada - 2012: für das Album Contra - 2013: für das Album Vampire Weekend - 2014: für das Album Modern Vampires of the City - 2018: für die Single Unbelievers - 2021: für die Single Diane Young - 2021: für die Single Step - 2022: für die Single Campus - 2022: für die Single Oxford Comma - Neuseeland - 2025: für das Album Vampire Weekend - Spanien - 2024: für die Single A-Punk | Platin-Schallplatte - Portugal - 2013: für das Album Modern Vampires of the City 2× Platin-Schallplatte - Kanada - 2023: für die Single A-Punk Diamantene Schallplatte - Europa (Impala) - 2009: für das Album Vampire Weekend - 2010: für das Album Contra - 2014: für das Album Modern Vampires of the City |

Anmerkung: Auszeichnungen in Ländern aus den Charttabellen bzw. Chartboxen sind in ebendiesen zu finden.
| Land/RegionAuszeichnungen für Musikverkäufe (Land/Region, Auszeichnungen, Verkäufe, Quellen) | Silber     | Gold       | Platin     | Diamant     | Verkäufe  | Quellen             |
| -------------------------------------------------------------------------------------------- | ---------- | ---------- | ---------- | ----------- | --------- | ------------------- |
| Australien (ARIA)                                                                            | —          | 2× Gold2   | —          | —           | 70.000    | aria.com.au         |
| Europa (Impala)                                                                              | —          | —          | —          | 3× Diamant3 | (700.000) | Einzelnachweise     |
| Kanada (MC)                                                                                  | —          | 8× Gold8   | 2× Platin2 | —           | 480.000   | musiccanada.com     |
| Neuseeland (RMNZ)                                                                            | —          | Gold1      | —          | —           | 7.500     | radioscope.co.nz    |
| Portugal (AFP)                                                                               | —          | —          | Platin1    | —           | 15.000    | Einzelnachweise     |
| Spanien (Promusicae)                                                                         | —          | Gold1      | —          | —           | 30.000    | elportaldemusica.es |
| Vereinigte Staaten (RIAA)                                                                    | —          | 7× Gold7   | 2× Platin2 | —           | 5.500.000 | riaa.com            |
| Vereinigtes Königreich (BPI)                                                                 | 3× Silber3 | 2× Gold2   | 3× Platin3 | —           | 2.300.000 | bpi.co.uk           |
| Insgesamt                                                                                    | 3× Silber3 | 21× Gold21 | 8× Platin8 | 3× Diamant3 |           |                     |